# Andreï Mironov (peintre)
Pour les articles homonymes, voir Andreï Mironov (homonymie) et Mironov.
Andreï Nikolaïevitch Mironov (en russe : Андре́й Никола́евич Миро́нов), né le 20 avril 1975 à Riazan, est un peintre russe. Il vit et travaille à Riazan.

## Biographie
Né le 20 avril 1975, à Riazan, il est le fils de Nikolaï Ivanovitch Mironov, milicien soviétique, et de sa femme Valentina Alexandrovna Strakhov. En 1983, toute la famille quitte Riazan pour Ivdel, une ville de l'oblast de Sverdlovsk. En 1990, il sort d'une école secondaire et retourne à Riazan. Un an après, il commence ses études au LEP-3 de Riazan. En parallèle, Mironov se prépare à partir au College des Arts de Riazan. Mais, appelé du contingent, il est diplômé en design industriel du LEP-3 avant terme (en décembre 1991),. 
Participant à la première guerre de Tchétchénie. Après son service militaire, il entre dans la militsia,.

## Peinture
Autodidacte en peinture, il travaille beaucoup comme portraitiste depuis 2005. Déjà en 2007, Mironov enlève le titre « Profi » à l'exposition Russian Art Week à Moscou. Par la suite, il participe à maintes expositions et obtient de nombreuses commandes de ses nouveaux clients,.
Sa participation à la première guerre de Tchétchénie et son service à la police ont joué un rôle important dans la formation du peintre,. Les thèmes centraux de son œuvre sont le christianisme et l'orthodoxie, la foi et la morale chrétienne,. Plusieurs critiques voient dans les œuvres de l'artiste l'influence des « Vieux Maîtres »,.
Il est aussi connu comme peintre d'icônes contemporain. Les icônes et autres peintures de Mironov se trouvent au monastère Notre-Dame de Kazan (Riazan), dans l'église Saint-Nicolas-à-Iamskaïa-Sloboda (Riazan),, au musée d'histoire locale (Kachira) et dans de nombreuses collections privées.
Depuis 2008, il est membre de la Fondation Internationale des Arts auprès de l'Union des artistes de Moscou (ru),.

## Expositions (sélection)
- 2007 : Russian Art Week, Moscou[1],[4]
- 2008 : Motifs de la mort aux arts contemporains, VVC, Moscou[1],[4]
- 2008 : Gravitation, Maison centrale des artistes, Moscou[1],[4]
- 2008 : 6e exposition Vassili Popkov, Maison centrale du cinéma, Moscou
- 2011 : Portes, Musée d'histoire locale, Kachira
- 2014 : Le Septième Jour, Musée du mouvement de jeunesse, Riazan